# Cătălin Lucian Iliescu
Cătălin Lucian Iliescu (n. 25 iunie 1976, Ploiești, România) este un politician român, ales senator în legislatura 2016-2020 în municipiul București din partea Partidului Mișcarea Populară (PMP). A fost validat în funcție în iunie 2019, după demisia lui Traian Băsescu. Anterior preluării acestei funcții, fusese consilier general al Municipiului București din partea aceluiași partid.